# 碩齒海豹屬
碩齒海豹屬為已滅絕的海豹，生存於600萬年前的祕魯，化石發現於皮斯科組。牠們具有十分壯碩的牙齒（因此得名），推測為食殼性，主要以甲殼類、貝類與其他有殼的動物為食，食性與現存的海獺類似。碩齒海豹屬的現存最近親為現存於南極洲的鋸齒海豹族。

## 古環境學
同樣於祕魯的皮斯科組發現的海生脊椎動物包括了數種鯨魚，像是中等體型的新鬚鯨科物種，其他鯨魚則包括鬚鯨科的西伯利亞鬚鯨、喙鯨科的梅薩比喙鲸、拉普拉塔河豚科的馬澤亞短吻豚、部分海豚科物種、海牛鯨、以及以大型獵物為食的抹香鯨近親尖喙鲸及梅爾維爾鯨。其他脊椎動物包括同樣為海豹科的長吻弓海豹、水生的地懶海懶獸、烏氏太平洋海龜（Pacifichelys urbinai）、皮斯克長吻鱷、鸕鶿、鸌及鰹鳥。皮斯科組也有發現豐富的軟骨魚類，主要屬於真鯊目，包括真鯊科及雙髻鯊；其他鯊魚則包括鼠鯊目的鼠鯊科、錐齒鯊科及耳齒鯊科物種。許多牙齒化石被認為屬於已滅絕的寬齒鯖鯊與巨牙鯊。其他軟骨魚類則包括鱝、鋸鰩及扁鯊。主要發現的硬骨魚類多為鮪魚和石首魚。梅爾維爾鯨與巨牙鯊可能為當時該地區的頂級掠食者。